# 거리의 공황
《거리의 공황》(영어: Panic in the Streets)은 미국에서 제작된 엘리아 카잔 감독의 1950년 누아르 스릴러 영화이다. 리처드 위드마크 등이 출연하였고, 솔 C. 시걸 등이 제작에 참여하였다.

## 출연진
- 리처드 위드마크
- 폴 더글러스
- 바버라 벨 게디스
- 월터 잭 팰런스
- 제로 모스텔
- 댄 리스
- 토미 레티그
- 토미 쿡

## 기타 제작진
- 의상: 트러빌라